# Das neue Reich (George)

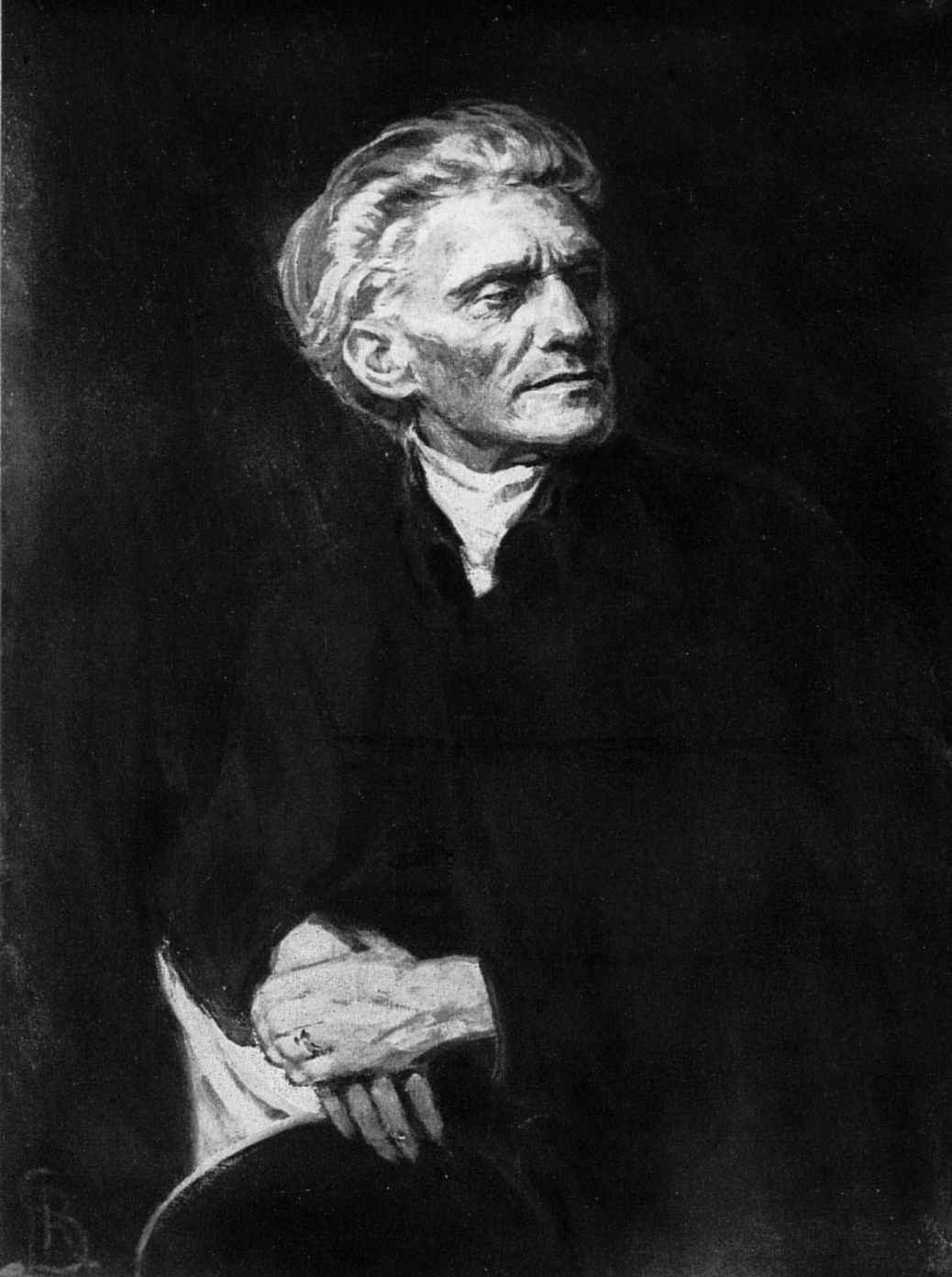
Stefan George
Porträt von Reinhold Lepsius

Das neue Reich ist der Titel der letzten, 1928 erschienenen Gedichtsammlung von Stefan George. Der Zyklus umfasst die seit 1908 entstandenen und nicht im Stern des Bundes aufgenommenen Gedichte, von denen zahlreiche bereits in den Blättern für die Kunst veröffentlicht worden waren.
Im Vergleich zu früheren Werken ist sein letzter Band nach Formen und Inhalten weniger kohärent und seine Architektur lockerer. Neben der Rolle als Zeitrichter nimmt George auch die eines prophetischen Verkünders neuer Werte ein. Gegenüber dem Stern des Bundes haben seine Verkündigungen allerdings an Unbedingtheit verloren und richten sich nicht mehr nur an seine Jünger. In steigendem Maße gewinnen Platon, vor allem aber Friedrich Hölderlin für George und den Kreis an Bedeutung.
Die Aufwertung irrationaler Kräfte, der mehrdeutige Bezug zur historischen Situation sowie die Begrifflichkeiten des Bandes führten dazu, dass George in der Zeit des Nationalsozialismus zu einem ideologischen Vorläufer der „Bewegung“ erklärt werden sollte.

## Inhalt und Bedeutung
Es lassen sich erneut drei Gruppen unterscheiden: 14 Gesänge, 39 Sprüche und 12 Lieder. Die Sprüche sind in dreimal 13 oft mehrteilige Gedichte zunächst an die Lebenden, dann an die Toten untergliedert.
George teilt sich selbst nicht unmittelbar mit, sondern wählt distanzierende Verkleidungen wie Rollengedichte, episch-dramatische Dialoge und balladische Formen. Das Verständnis vieler Gedichte wird indes weniger durch diese Form lyrischer Verschleierung, als durch die Seherpose und den Bezug auf private Ereignisse und persönliche Beziehungen innerhalb des George-Kreises erschwert. So beziehen sich die Sprüche auf die Anhänger und Jünger, die den Ersten Weltkrieg überlebt haben oder in ihm gefallen sind, was der Isolation des Kreises von der Außenwelt und seinem elitären Selbstverständnis entsprach. Neben den zeitkritischen Abrechnungen verkündet der Dichter neue Werte und vertritt einen aristokratischen Heldenethos. Im Gegensatz zu vielen seiner Adepten hatte er den Krieg und die Kriegsziele Deutschlands allerdings abgelehnt und auf ein baldiges Ende gehofft.
In der ersten, mit Goethes letzte Nacht in Italien beginnenden Gruppe spricht George als Seher und Warner. So wendet er sich in einem schon 1921 veröffentlichten Gedicht an einen jungen Führer im ersten Weltkrieg. Der kunstvoll strengen Form korrespondiert ein Seelen-Drama, das sich in einer Beziehung zwischen einem jungen Offizier und dem Lehrer darstellt, der ihm Hilfe anbietet. Der Meister will verhindern, dass der junge Mann vor Enttäuschung über den Weltenlauf in zynischer Verbitterung endet. Nimmt dieser sein Schicksal an, sieht der Meister am Abend vor seinem aufflatternden Haar einen Strahlenkranz wie eine Krone.
Die fünf Strophen bestehenden aus je fünf Pentametern, gefolgt von einem Adoneus wie in der Sapphischen Ode.
Diese erste Gruppe wird von Gedichten in Dialogform (Der Gehenkte, Der Mensch und der Drud bis zu Der Brand des Tempels) beschlossen, wie sie ähnlich auch im Siebenten Ring zu finden sind. Die letzte Gruppe Das Lied versammelt schlichte Strophen und balladeske Gedichte von teilweise großer Einfachheit und ohne Wortprunk.
Die meisten Sprüche richten sich an die Lebenden, wenige an die Toten. Viele der Verse sind durch Monogramme zu identifizieren und wenden sich an unterschiedliche Freunde. Vor allem der erste Spruch an die Toten ist mit seinen gewaltigen, düster-endzeitlichen Versen ebenso berühmt wie berüchtigt geworden:

Wenn einst dies geschlecht sich gereinigt von schande

Vom nacken geschleudert die fessel des fröners

Nur spürt im geweide den hunger nach ehre:

Dann wird auf der walstatt voll endloser gräber

Aufzucken der blutschein .. dann jagen auf wolken

Lautdröhnende heere dann braust durchs gefilde

Der schrecklichste schrecken der dritte der stürme:

Der toten zurückkunft!

## Hintergrund

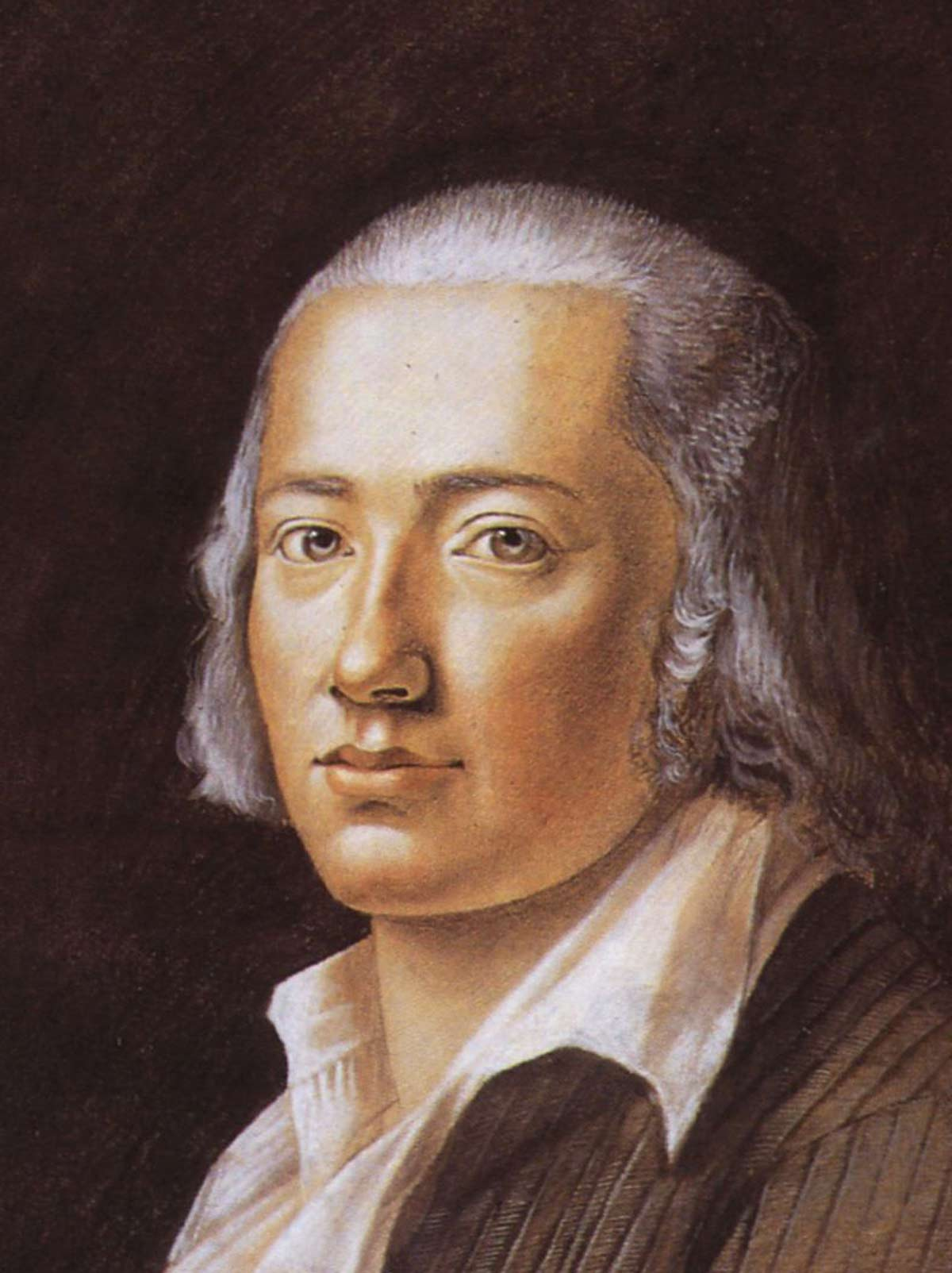
Friedrich Hölderlin, Pastell von Franz Karl Hiemer, 1792

Anfang November 1928, bei der letzten großen Lesung anlässlich des Erscheinens des Neuen Reiches, an der auch die Brüder Berthold und Claus von Stauffenberg teilnahmen, durfte Ernst Morwitz als ältester Vertrauter beginnen und die drei Anfangsgedichte Goethes lezte Nacht in Italien, Hyperion I – III und An die Kinder des Meeres vortragen. Die Teilnehmer wussten, dass mit dem ersten „Kind des Meeres“ Woldemar von Uxkull gemeint war und der „Nächste Liebste“ Morwitz selbst war, dessen Sonderstellung durch seinen Vortrag unterstrichen wurde. Nachdem Erich Boehringer die Gedichte Der Dichter in Zeiten der Wirren und Einem jungen Führer im Ersten Weltkrieg gelesen hatte, trug George selbst Burg Falkenstein und das Geheime Deutschland vor.
Für das Verständnis des Neuen Reiches sind zwei dieser Gedichte besonders aufschlussreich. Das zwischen 1918 und 1921 entstandene Der Dichter in Zeiten der Wirren, das dem Andenken des Grafen Bernhard Uxkull gewidmet ist und als Quintessenz des Neuen Reiches betrachtet werden kann sowie das wahrscheinlich 1922 geschriebene, in mehrfacher Hinsicht einflussreiche Geheimes Deutschland.
Im ersten greift der Dichter den Mythos vom einsamen Täter auf, den er in dem gleichnamigen Gedicht in der Sammlung Teppich des Lebens beschrieben hatte und das auch von Theodor W. Adorno hervorgehoben wurde: In der besänftigenden Abenddämmerung vor der großen Tat ergibt sich der Täter dem „lindernden frieden“, denn am nächsten Tag wird es geschehen und die „verfolger“ werden „als schatten hinter“ ihm stehen, die „menge, die steinigt“ wird ihn suchen.
Einzig der einsam Handelnde erkennt – wie Kassandra –, „wenn aus übeln sich das wetter braut“: „Wenn alle blindheit schlug · er einzig seher“. Auf diese Weise erinnert der Täter an den Propheten Jeremia.
Wenn das Unheil seinen Lauf nimmt und niemand auf ihn hört, weiß er Hoffnung zu verkünden und Traditionen zu bewahren als Grundlage für die Wiederkehr eines Helden: „Er führt durch sturm und grausige signale/Des frührots seiner treuen schar zum werk/Des wachen tags und pflanzt das Neue Reich.“
Das Geheime Deutschland ist als Begriff zuerst 1910 von Karl Wolfskehl im Jahrbuch für die geistige Bewegung verwendet worden. Es ist als ein geheimes und visionäres Konstrukt zu verstehen, das unter der Oberfläche des realen Deutschland verborgen liegen und eine geheime Kraft darstellen soll, die nur bildhaft zu fassen ist und nur von besonderen Menschen erkannt und sichtbar gemacht werden kann. Diese mystische Verklärung Deutschlands und des deutschen Geistes orientiert sich an Schillers Fragment Deutsche Größe: „Jedes Volk hat seinen Tag in der Geschichte, doch der Tag des Deutschen ist die Ernte der ganzen Zeit.“
Es kann zudem als mythische Politeia deutscher Geistesgrößen aller Zeiten aufgefasst werden, als Idee einer deutschen Kulturnation, die einen Gegenpol zum gegenwärtigen Staat bildet. Das Neue Reich wohne ihm als eine Art platonischer Idee inne.
Wie Hans-Georg Gadamer darlegte, sah George sich als Dichter und Seher, nicht aber als eine Art Heiland. In dem zweiten Gesang des Hyperion sind George, Hölderlin und Hyperion nach seiner Interpretation zu einer dichterischen Spiegelung ineinandergeschmolzen.
Georges geistige Entwicklung war – ähnlich wie die Hölderlins – durch eine höhere Erfahrung geprägt. War es für Hölderlin Susette Gontard, die er als Diotima verewigte, so für George Maximilian Kronberger, den er nach seinem frühen Tod zum Gott Maximin verklärte. Weniger die Verzauberung durch die Gegenwart des Mannes als der Verlust und die Trauer über seinen frühen Tod sind für George und seine Kunst von Bedeutung.
In Hölderlin sah George den großen Seher Deutschlands, pries ihn als Verkünder des neuen Gottes und betonte, dass seine Werke nicht der romantischen Bewegung zugerechnet werden dürfen. Vor Friedrich Nietzsche habe er den dionysischen Untergrund der griechischen Kultur erkannt und die geheim-religiöse orphische Überlieferung der homerischen Religion gesehen.

## Ausgaben
- Stefan George: Das neue Reich (= Gesamt-Ausgabe der Werke. Endgültige Fassung, Band IX). Georg Bondi, Berlin 1928 (Erstausgabe).
- Stefan George: Das neue Reich (= Sämtliche Werke in 18 Bänden, Band IX). Herausgegeben von Ute Oelmann. Klett-Cotta, Stuttgart 2001 (maßgebliche Studienausgabe mit nützlichem Kommentar).
- Stefan George: Werke. Ausgabe in 2 Bänden. Band 1. 4. Auflage. Klett-Cotta, Stuttgart 1984, ISBN 3-608-95161-X.